# Antonio Colicigno
Antonio Colicigno (Bragado, Argentina, 22 de octubre de 1961) es un especialista argentino en políticas sociales que actualmente se desempeña como Secretario General de Coordinación de Gestión e Innovación de La Matanza.
Es Magíster en Diseño y Gestión de Programas Sociales de la  Flacso y profesor en Historia graduado de la Universidad Nacional de La Plata.
Fue Asesor del Ministerio de Desarrollo Social de La Nación, director general del Programa Vida en el Consejo Provincial de la Familia y Desarrollo Humano de la Provincia de Buenos Aires,  Secretario de Desarrollo Social, Secretario de Ciencia, Tecnología y Políticas Educativas y Jefe de Gabinete del Municipio de La Matanza. 
Obtuvo un post-título en dimensión educativa en proyectos sociales expedido por la Universidad Loyola, college de los Estados Unidos y el Centro de Investigación y Docencia Económicas (CIDE). 
Es presidente del Grupo Artigas, espacio destinado al estudio de las políticas públicas a partir de la discusión de ideas, colaborando con las reivindicaciones sociales, la organización popular y estando presente en las diversas transiciones en la lucha por los intereses de todos los argentinos.
En este sentido, Colicigno es considerado como un referente en la gestión de políticas sociales debido a su larga trayectoria en el Partido de La Matanza. Entre sus obras se destacan:
-“Construyamos memoria frente al engaño neoliberal: Política social, manipulación mediática y temas recurrentes” (2021) de la editorial Espacio.
-Entre el malestar social, el desánimo y los sueños (2019) de la editorial Espacio.